# Königlich Preußisches Statistisches Bureau

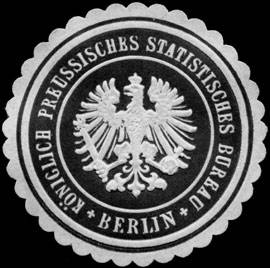
Siegelmarke Königlich Preussisches Statistisches Bureau – Berlin

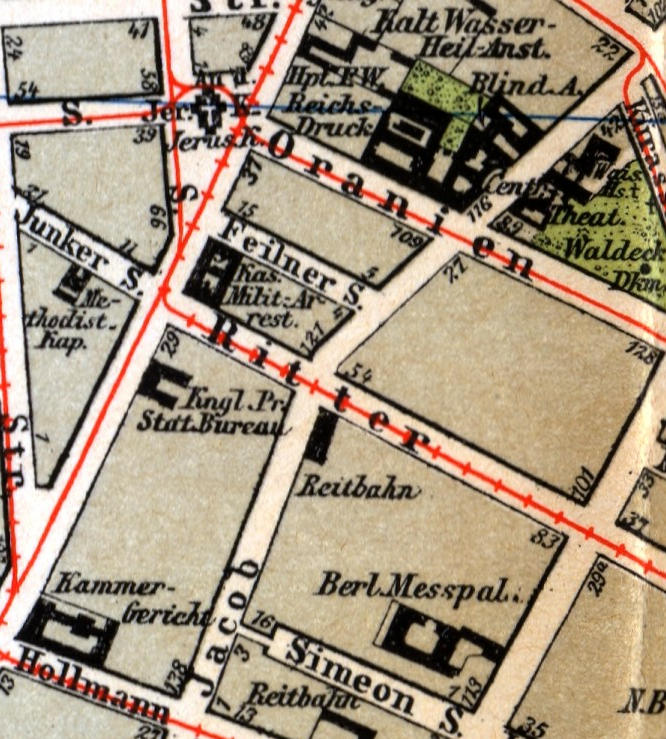
Kartenausschnitt zur Lage der Behörde in der Lindenstraße, Berlin-Kreuzberg, 1896

Das Königlich Preußische Statistische Bureau, ab 1919 Preußisches Statistisches Landesamt, war die statistische Zentralbehörde in Preußen.
König Friedrich Wilhelm III. ordnete die Gründung eines Königlich Preußischen Statistischen Bureaus an, welches im Jahre 1805 in Berlin seine Arbeit aufnahm. Beginnend mit dem 18. Jahrhundert folgte im 19. Jahrhundert im Staat Preußen eine wesentliche Ausweitung und Institutionalisierung der  amtlichen Statistik. In Deutschland bildeten sich in den verschiedenen Teilstaaten statistische Ämter, die als Vorläufer der Statistischen Landesämter gelten. Nach einhundertjährigem Bestehen wurde das Königlich Preußische Statistische Bureau 1905 in Königlich Preußisches Statistisches Landesamt umbenannt.
Im Zuge der Novemberrevolution erhielt 1918 das Königlich Preußische Statistische Landesamt den Namen Preußisches Statistisches Landesamt. Es blieb im Freistaat Preußen die statistische Zentralbehörde und behielt auch seinen Chef. Im Zuge der nationalsozialistischen Zentralisierung der amtlichen Statistik wurde das Preußische Statistische Landesamt als eigenständige Behörde aufgelöst und am 14. Oktober 1934 in das Statistische Reichsamt eingegliedert.
Es ist ein direkter Vorläufer des heutigen Landesamts für Datenverarbeitung und Statistik Nordrhein-Westfalen.

## Behördenleitung
Direktor des Preußischen Statistischen Bureaus
1. Johann Gottfried Hoffmann, von 1810 bis 1844
2. Karl Friedrich Wilhelm Dieterici, von 1844 bis 1859
3. Ernst Engel, von 1860 bis 1882
4. Emil Blenck, von 1882 bis 1905

Präsident des Preußischen Statistischen Landesamtes
1. Emil Blenck, von 1905 bis 1911
2. Georg Evert, von 1911 bis 1914
3. Konrad Saenger, von 1914 bis 1934

## Werke (Auswahl)
- Königliches Statistisches Bureau (Hrsg.): Die Gemeinden und Gutsbezirke des Preussischen Staates und ihre Bevölkerung. Nach den Urmaterialien der allgemeinen Volkszählung vom 1. December 1871 bearbeitet und zusammengestellt vom Königlichen Statistischen Bureau. 1873, ZDB-ID 1046038-X.
- Königliches statistisches Bureau (Hrsg.): Gemeindelexikon für das Königreich Preußen. Auf Grund der Materialien der Volkszählung vom 1. Dezember 1885 und anderer amtlicher Quellen bearbeitet vom Königlichen statistischen Bureau. 1887, ZDB-ID 1046036-6.
- Königliches statistisches Bureau (Hrsg.): Gemeindelexikon für das Königreich Preußen. Auf Grund der Materialien der Volkszählung vom 1. Dezember 1895 und anderer amtlicher Quellen bearbeitet vom Königlichen statistischen Bureau. 1897, ZDB-ID 1046036-6.
- Königliches Preußisches Statistisches Landesamt (Hrsg.): Gemeindelexikon für das Königreich Preußen. Auf Grund der Materialien der Volkszählung vom 1. Dezember 1905 und anderer amtlicher Quellen bearbeitet vom Königlich Preußischen Statistischen Landesamte. 1907, ZDB-ID 1046036-6.
- Emil Blenck (Hrsg.):   Festschrift des Königlich Preussischen Statistischen Bureaus zur Jahrhundertfeier seines Bestehens,  Berlin 1905
  - Teil 1: Das Königliche Statistische Bureau im ersten Jahrhundert seines Bestehens (Digitalisat)
  - Teil 2: Tabellen und Übersichten zum Statistischen Atlas für den Preussischen Staat (Digitalisat)
- Königlich Preußisches Statistisches Landesamt (Hrsg.): Gemeindelexikon der Regierungsbezirke Allenstein, Danzig, Marienwerder, Posen, Bromberg und Oppeln. Auf Grund der Volkszählung vom 1. Dezember 1910 und anderer amtlicher Quellen.
  - Heft 1: Regierungsbezirk Allenstein.  Berlin 1912 (Digitalisat)
  - Heft 2: Regierungsbezirk Danzig.  Berlin 1912  (Digitalisat)
  - Heft 3: Regierungsbezirk Marienwerder.  Berlin 1912 (Digitalisat)
  - Heft 4: Regierungsbezirk  Posen.  Berlin 1912 (Digitalisat)
  - Heft 5: Regierungsbezirk Bromberg .  Berlin 1912 (Digitalisat)
  - Heft 6: Regierungsbezirk Oppeln .  Berlin 1912  (Digitalisat)
- Gemeindelexikon über den Viehstand und den Obstbau für den Preußischen Staat. Aufgrund der Ergebnisse der Vieh- und Obstbaumzählung vom 1. Dezember 1913 und der Viehzählung vom 2. Dezember 1912 und anderer amtlicher Quellen bearbeitet. Berlin 1915, Heft 1–13, Bände 1–4 (Digitalisat)
- Rheinprovinz (Preußen) Die Gemeinden und Gutsbezirke des Preussischen Staates und ihre Bevölkerung: nach den Urmaterialien der allgemeinen Volkszählung vom 1. December 1871. Online bei Münchener Digitalisierungszentrum.

Neues topographisch statistisch geographisches Wörterbuch des Preußischen Staates
Das mehrbändige Werk verzeichnet Orte von Preußen mit
- Klassifizierung, Zuordnungen bei Ämtern Kreisen, Einwohnerzahlen und nächsten Poststationen.

Der 1826 erschienene sechste Band enthält tabellarische Übersichten der wichtigsten statistischen Verhältnisse der einzelnen Städte, Landrätlichen Kreise und Regierungsbezirke des preußischen Staates.
Herausgeber sind Leopold Krug und Alexander August Mützel, Verlag August Kümmel, Halle.
- A – F Erster Band, 1821 (Online)
- G – Ko Zweiter Band, 1821 (Online)
- Kr – O Dritter Band, 1822 (Online)
- P – S Vierter Band, 1823 (Online)
- T – Z Fünfter Band, 1823 (Online)
- Tabellen/Statistiken Sechster Band, 1826 (Online)